# Confine tra Bhutan e Cina

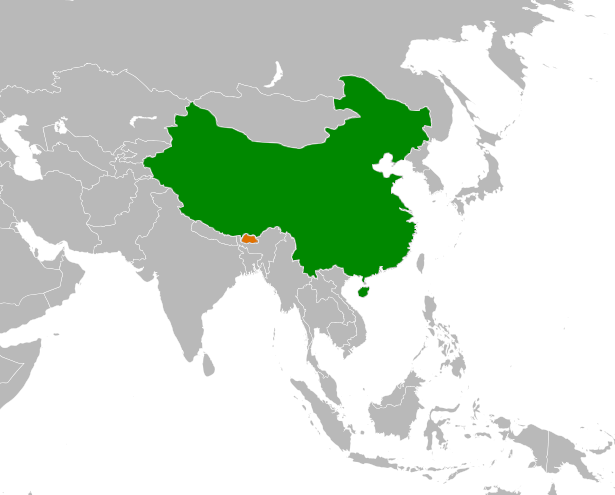
Mappa della Cina (in verde) e del Bhutan (in arancione)

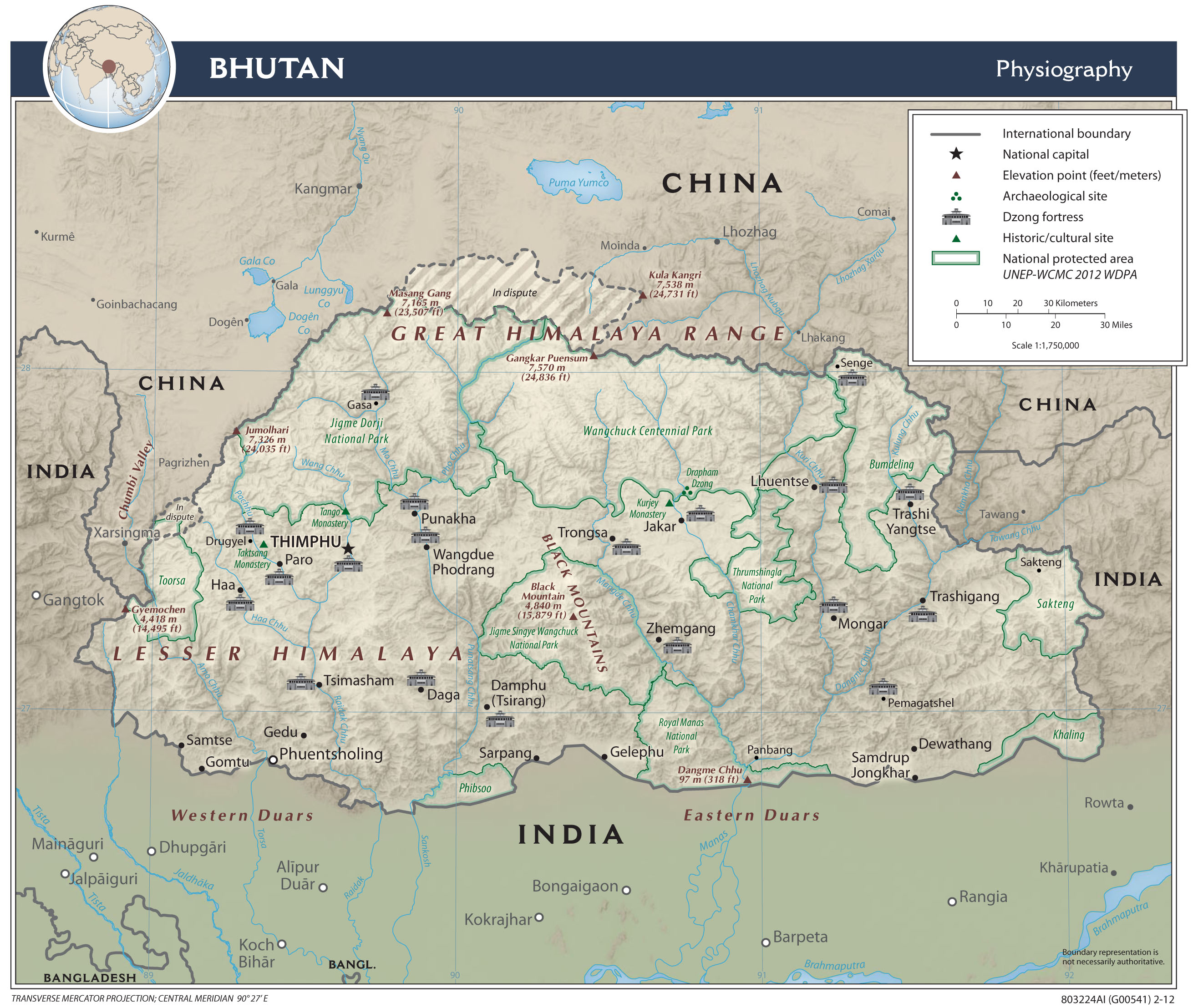
Mappa che include il confine tra il Bhutan e la Cina

Il confine tra il Bhutan e la Cina è una linea curvilinea di 470 km che va in direzione nord-sud-est, e separa il Bhutan dal Tibet, regione autonoma della Cina. Si trova tra due triplici frontiere condivise con l'India. È vicino ai paralleli 28° e 29° N, nella parte orientale dell'Himalaya.

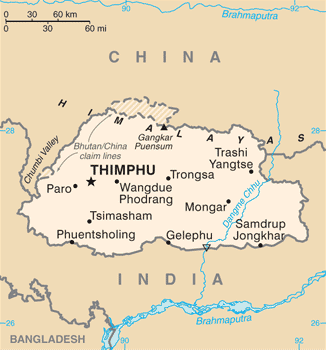
Mappa del Bhutan che mostra le dispute territoriali con la Cina

## Storia
Il Regno del Bhutan e la Repubblica Popolare Cinese non intrattengono relazioni diplomatiche ufficiali e i rapporti sono storicamente tesi.
Il confine del Bhutan con il Tibet non è mai stato riconosciuto e delimitato ufficialmente. Per un breve periodo la Repubblica di Cina ha sostenuto ufficialmente una rivendicazione territoriale su alcune parti del Bhutan che è stata mantenuta anche dopo la presa al potere del Partito Comunista Cinese sulla Cina continentale, durante la guerra civile cinese. Con l'aumento dei soldati sul lato cinese nel confine sino-bhutanese, dopo l'accordo dei 17 punti tra il governo tibetano locale e il governo centrale della RPC, il Bhutan ha ritirato il suo rappresentante da Lhasa.
La ribellione tibetana del 1959 e l'arrivo del quattordicesimo Dalai Lama nella vicina alleata India hanno reso necessario stabilire la sicurezza al confine sino-bhutanese. Si stima che circa 6 000 tibetani siano fuggiti in Bhutan e che abbiano ottenuto il diritto di asilo, sebbene il Bhutan abbia successivamente chiuso il suo confine con la Cina, temendo l'arrivo di altri profughi.
Nel 1998, Cina e Bhutan hanno firmato un accordo bilaterale per mantenere la pace al confine. Nell'accordo, la Cina ha affermato il suo rispetto per la sovranità e l'integrità territoriale del Bhutan ed entrambe le parti hanno cercato di costruire legami basati sui cinque principi di pacifica coesistenza. Tuttavia, la costruzione di strade da parte della Cina su quello che il Bhutan afferma essere territorio bhutanese, presumibilmente in violazione dell'accordo del 1998, ha provocato alcune tensioni.

## Mappe storiche
Mappe storiche dell'area di confine da ovest a est nella mappa internazionale del mondo, metà-fine del XX secolo:

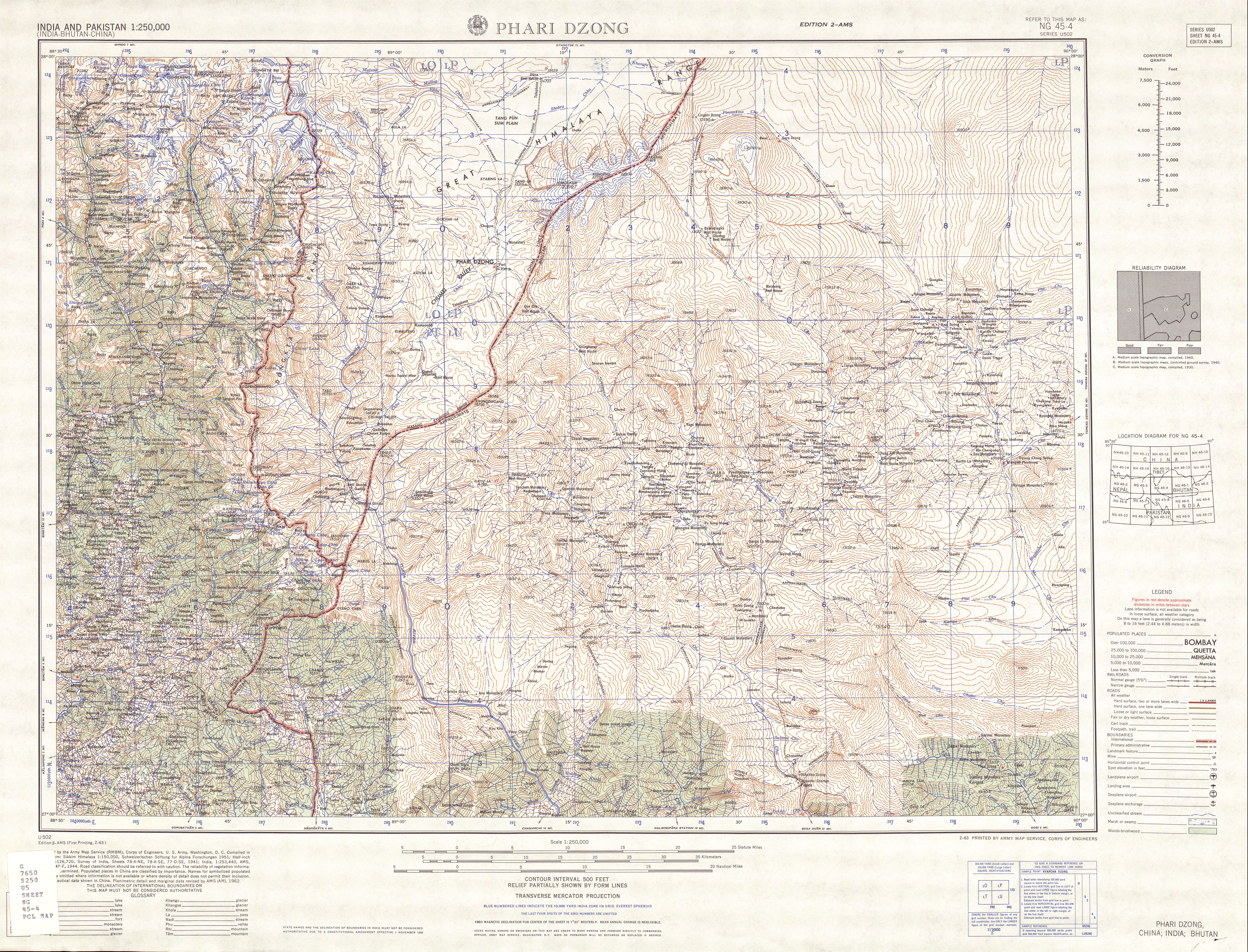
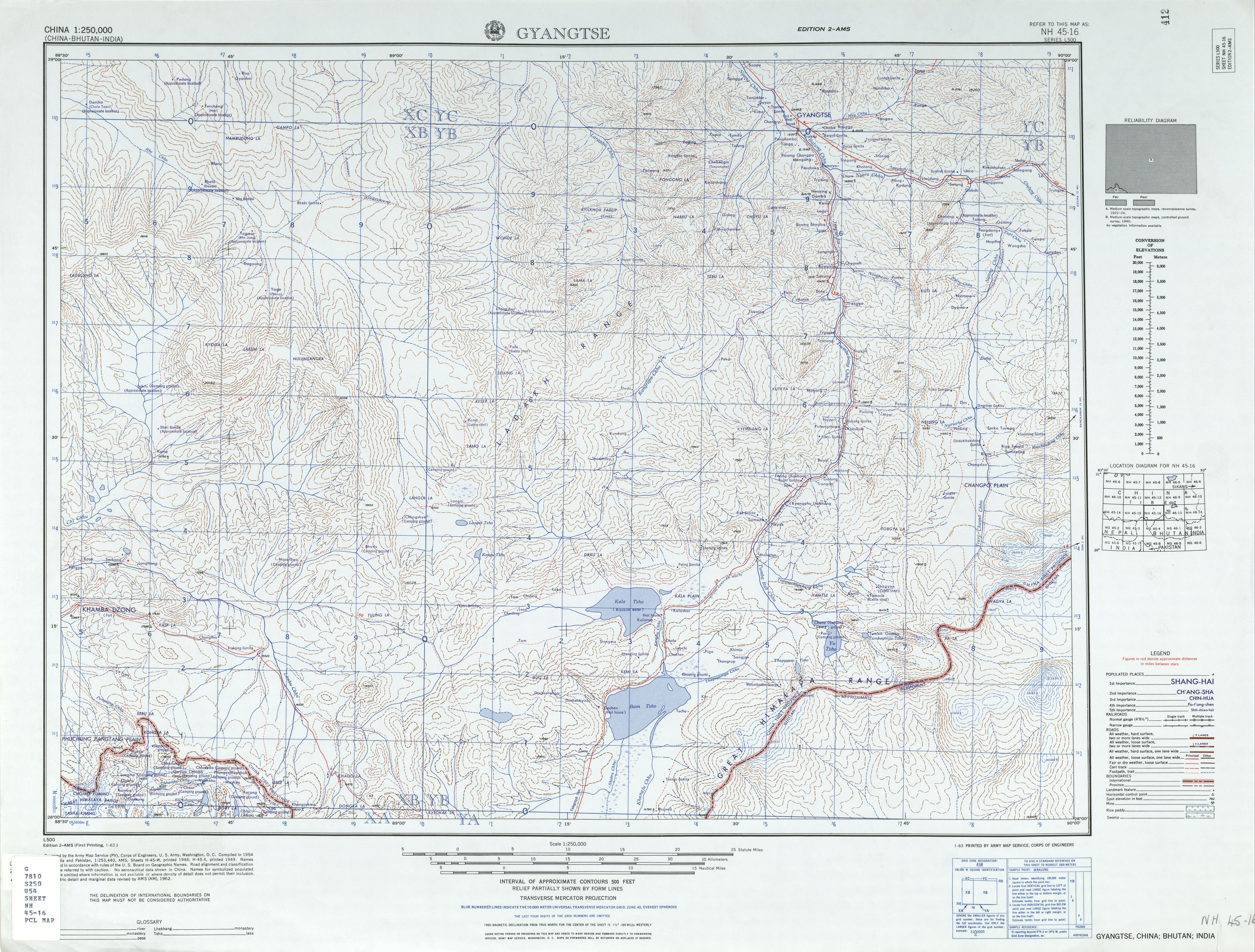
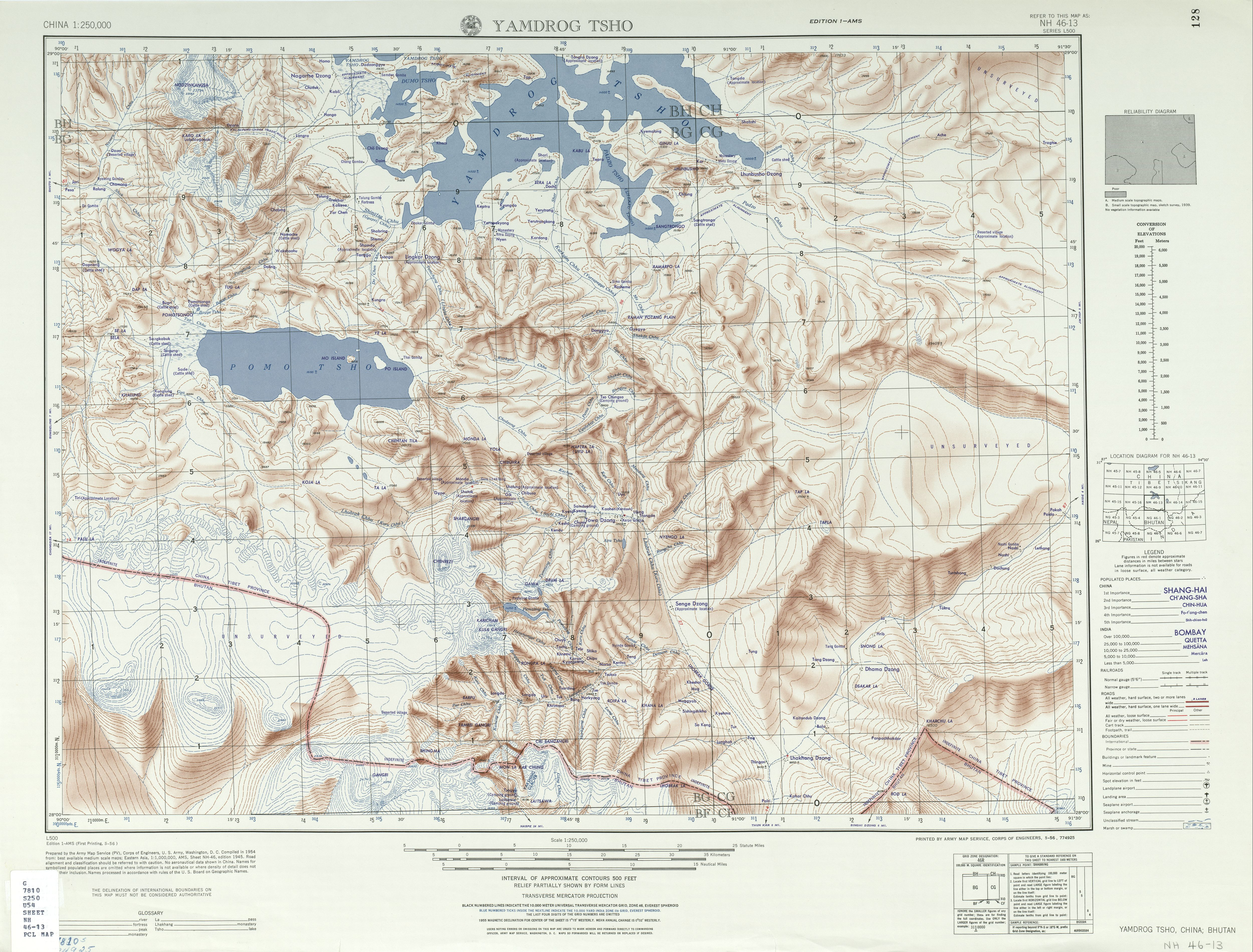
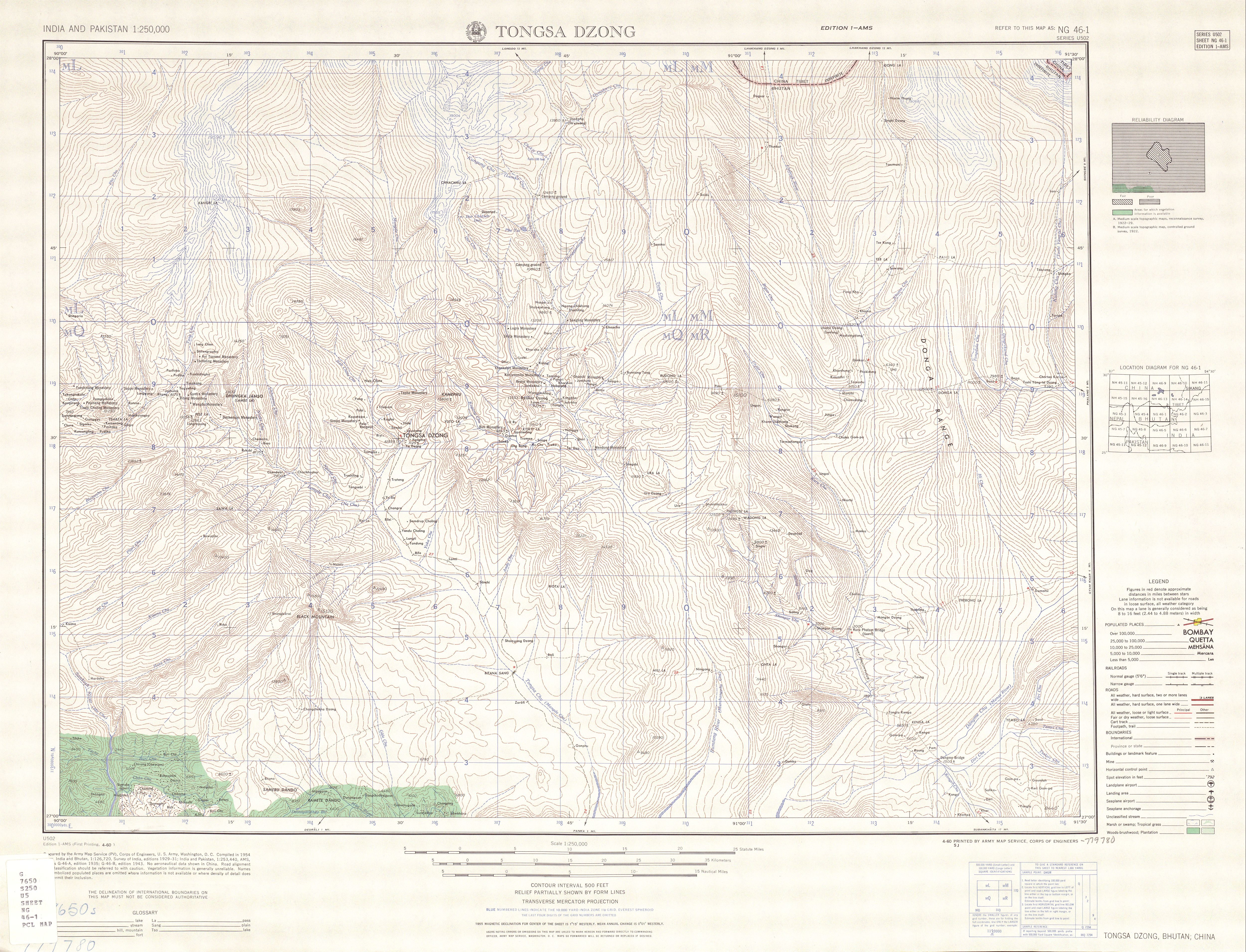
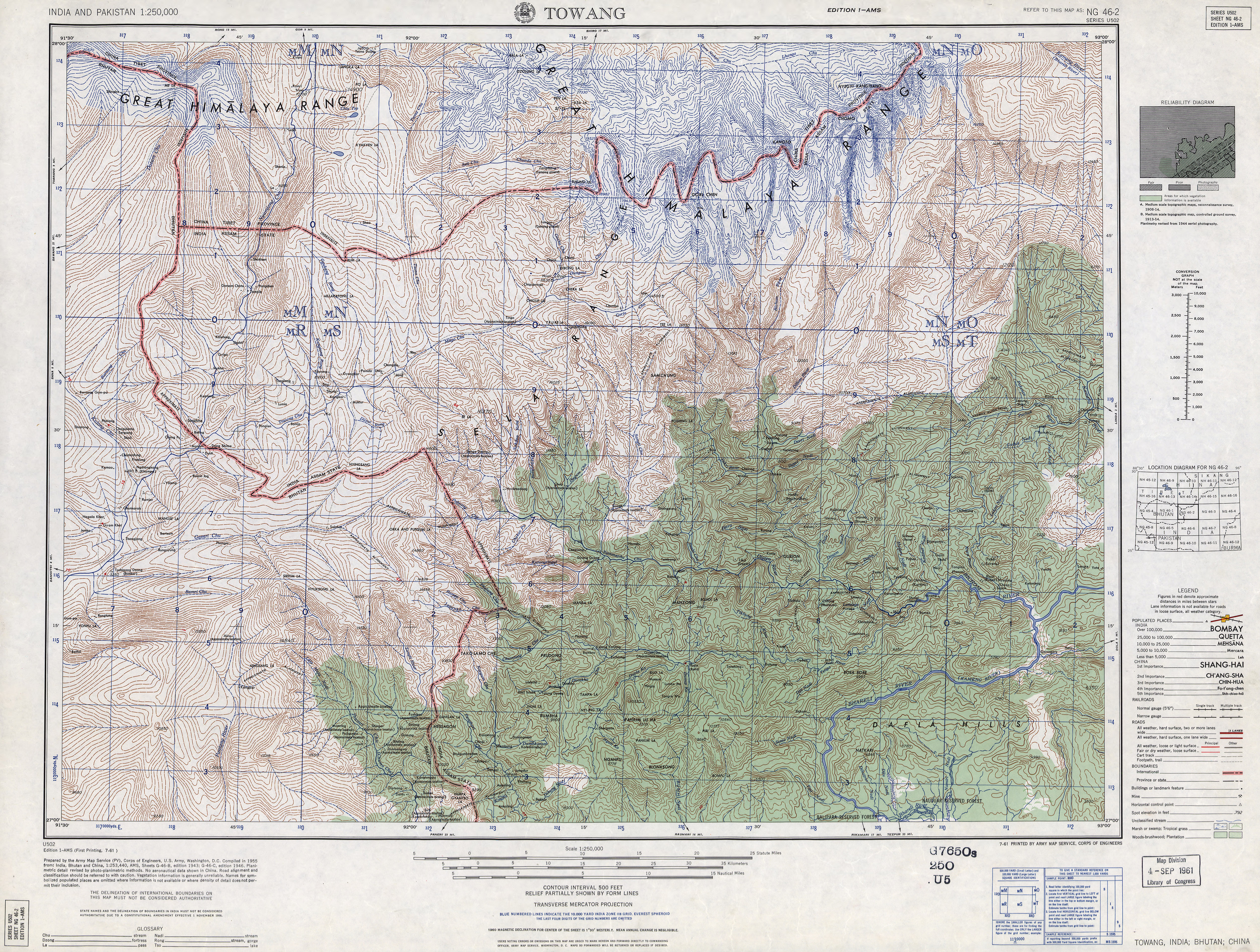
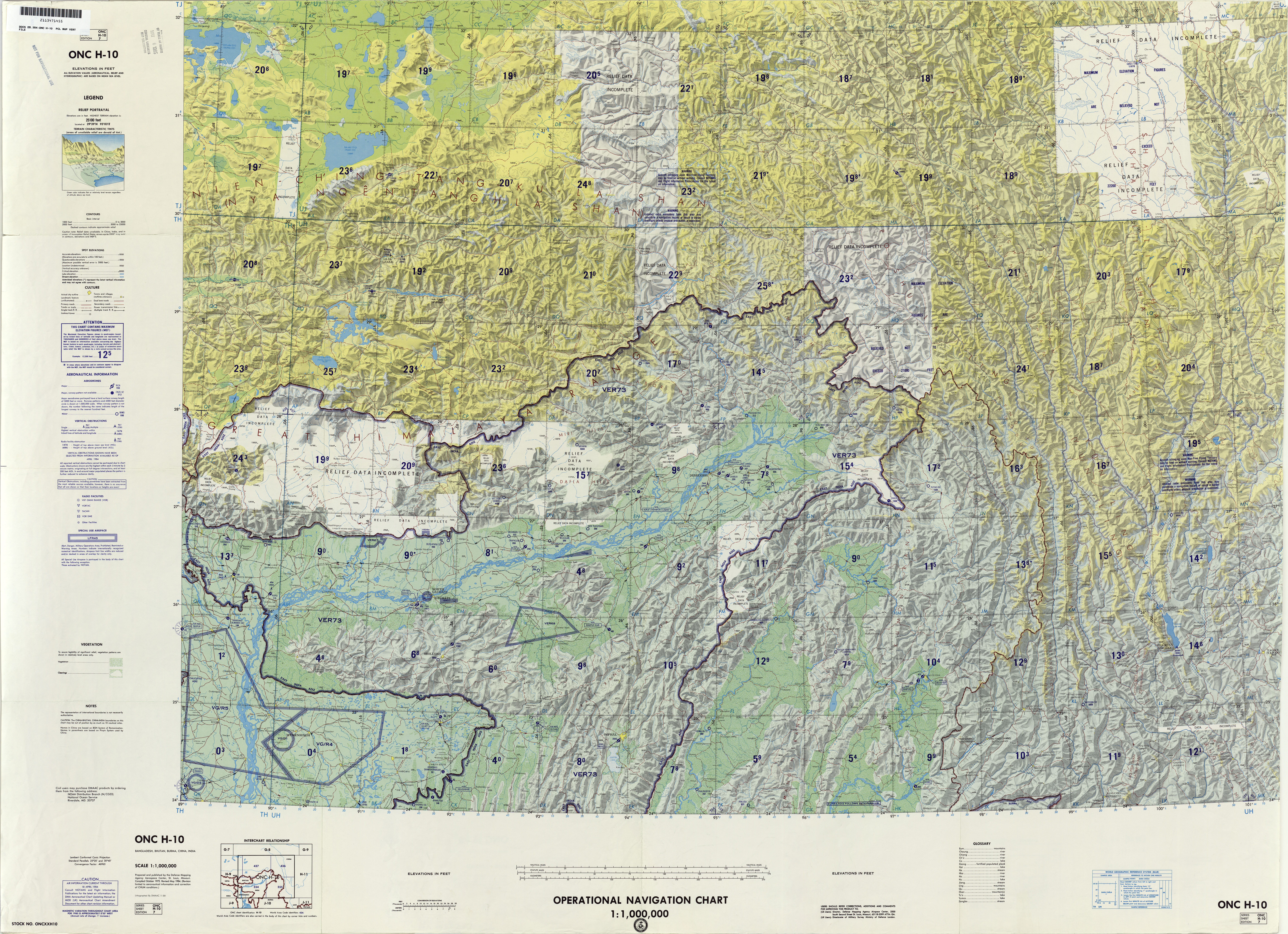
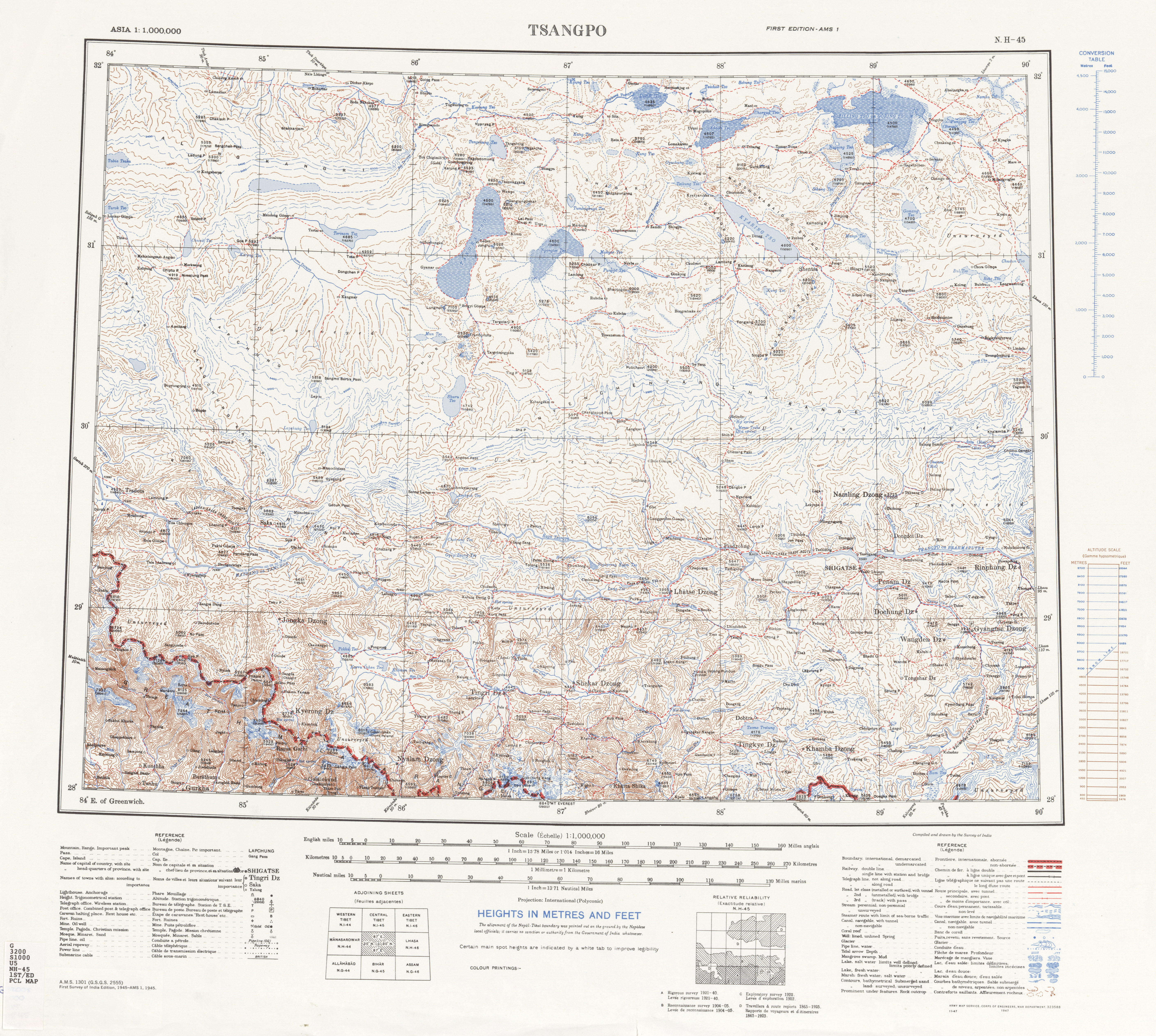
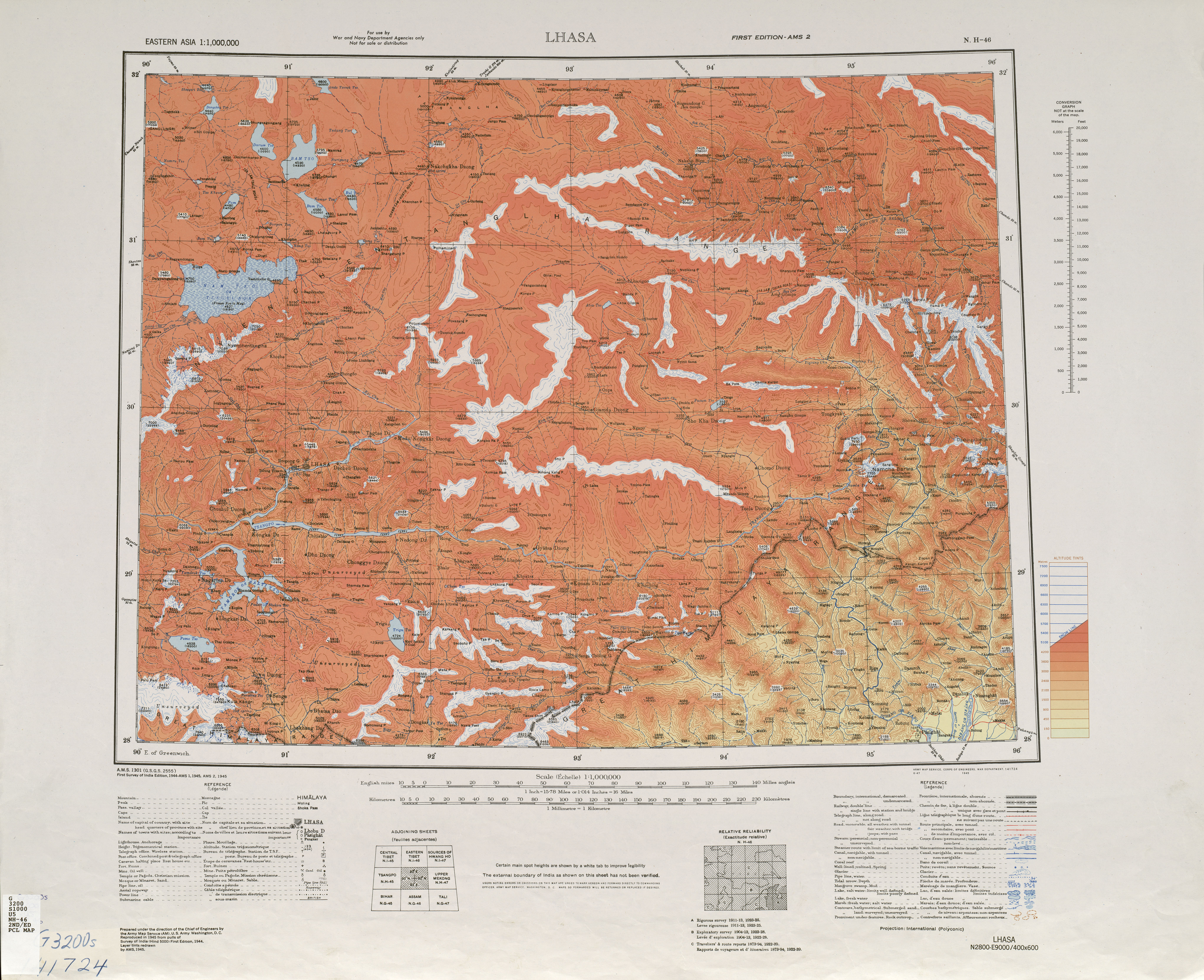
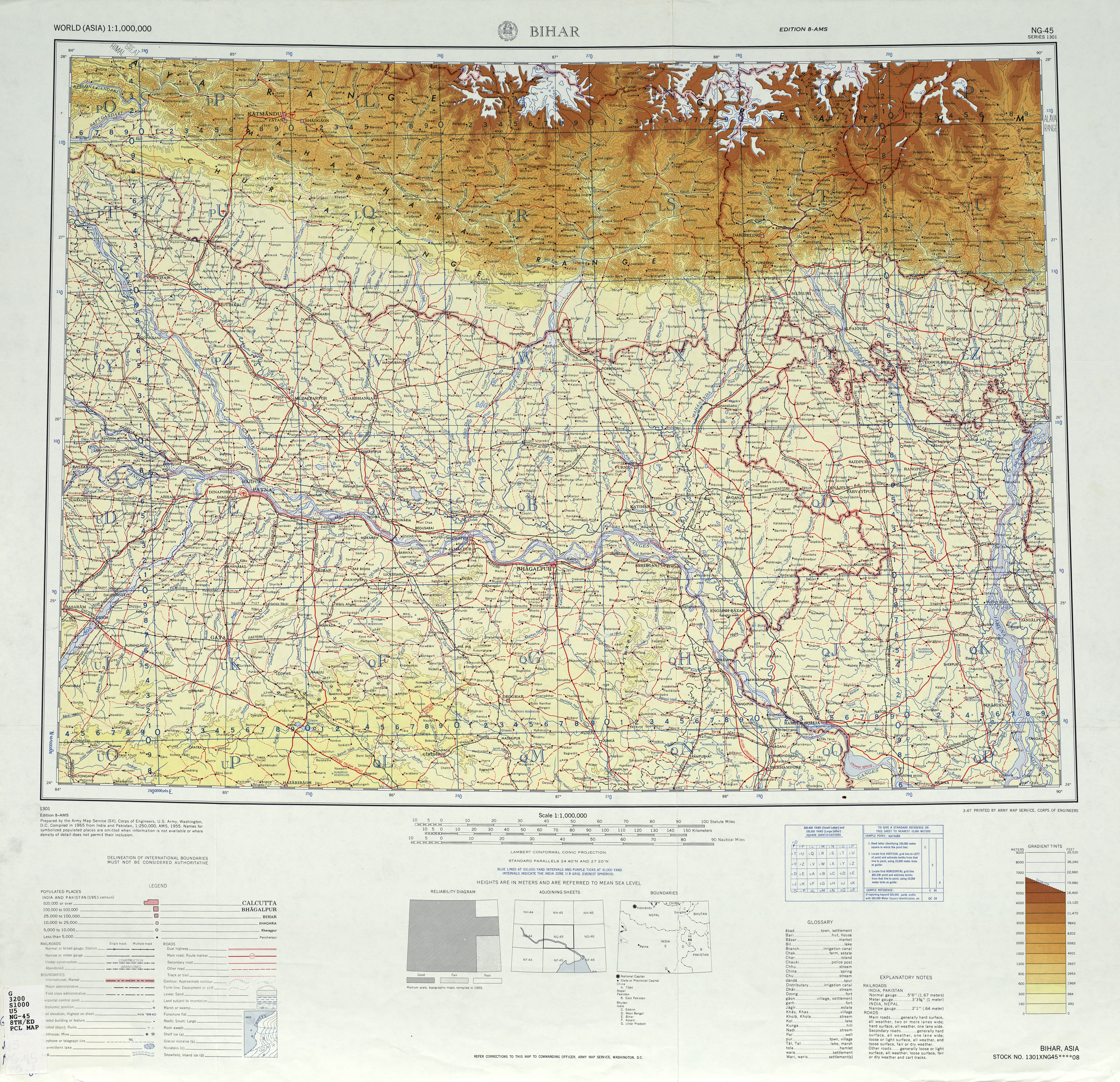
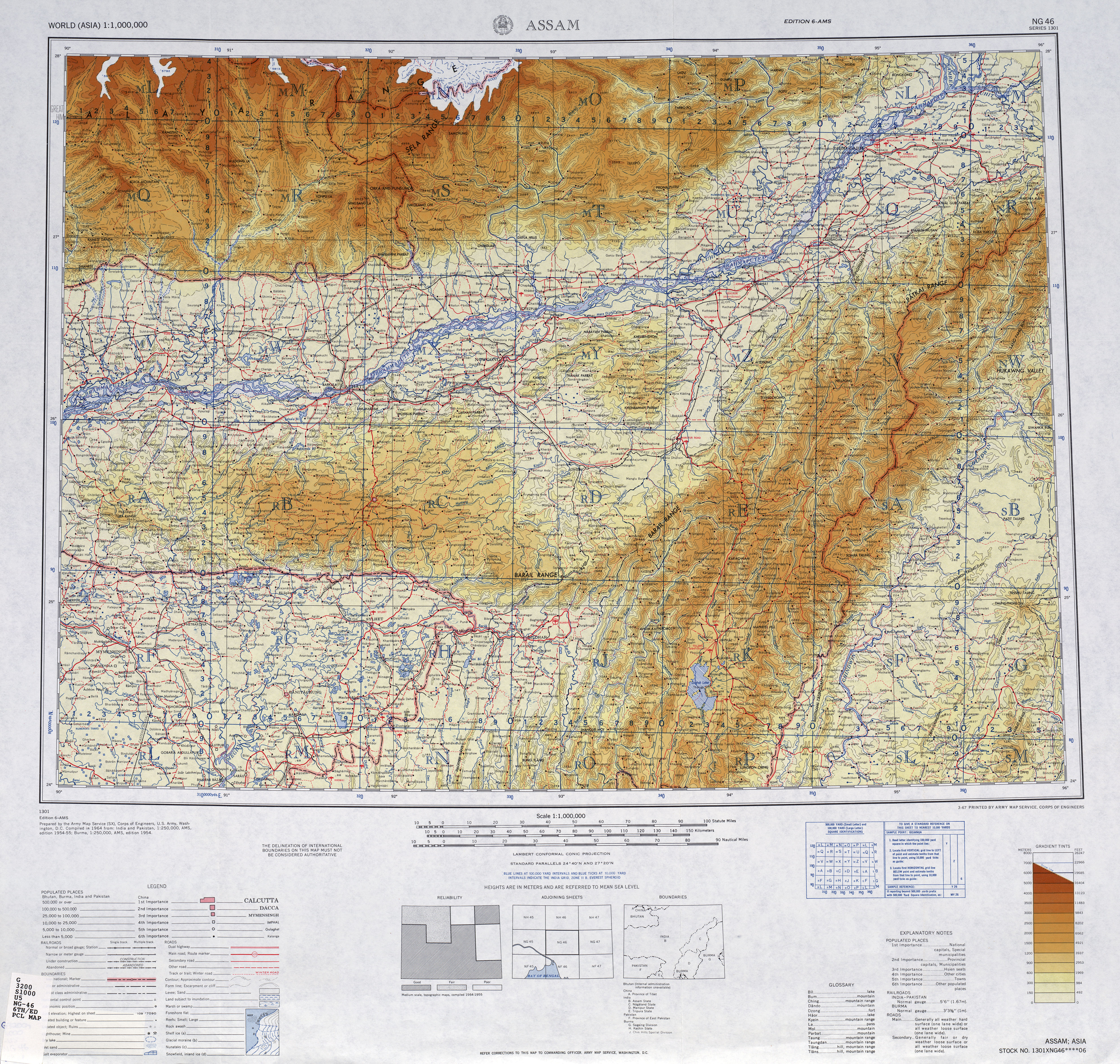